# FuG 227 Flensburg
FuG 227 Flensburg byl německý pasivní rádiový detektor vyvinutý společností Siemens & Halske a zavedený do služby na počátku roku 1944. Používal dipólové antény namontované na křídlech a ocasních plochách. Byl citlivý na frekvence 170 – 220 MHz v pásmu velmi krátkých vln (VKV). Krom toho byl také schopný zachytit subharmonické frekvence z 300 MHz britského výstražného radaru Monica. To umožňovalo navádět německé noční stíhací letouny na ocasní část bombardérů RAF, kde byl namontován radar Monica.
Britský bombardér s radarem Monica havaroval na Němci okupovaném území v únoru 1943. Sedm dní po uvedení Monic do služby. Analýza radaru pak umožnila rozvoj detektoru FuG 227 Flensburg. FuG 227 Flensburg tak mohl být nasazen již koncem roku 1943.
Ve 4:25 13. července 1944 přistál po navigačním omylu na letiště RAF Woodbdridge u Suffolku noční stíhací letoun Junkers Ju 88 G-1 (4R+UR). Posádka letounu si myslela, že skončila v Německu. Británie, tak mohla prozkoumat letoun, na jehož palubě byl mimo jinou radarovou techniku, také pasivní radar FuG 227 Flensburg. O něm později Britové zjistili, že je naváděn na signál vysílaný radarem Monica. Což vedlo k tomu, že výstražný radar Monica přestal být používán.
Následně byly vyvinuty další varianty Flensburgu (Flensburg II až Flensburg VI) pro detekci spojeneckých radarových zařízení.